# Zarzuela del Pinar (kommunhuvudort)
Zarzuela del Pinar är en kommunhuvudort i Spanien.   Den ligger i provinsen Provincia de Segovia och regionen Kastilien och Leon, i den centrala delen av landet, 100 km norr om huvudstaden Madrid. Zarzuela del Pinar ligger 880 meter över havet och antalet invånare är 553.
Terrängen runt Zarzuela del Pinar är platt. Runt Zarzuela del Pinar är det glesbefolkat, med 20 invånare per kvadratkilometer. Närmaste större samhälle är Cuéllar, 19,1 km nordväst om Zarzuela del Pinar. 